# Bombningen av King David Hotel
Bombningen av King David Hotel var en terroristattack mot King David Hotel i Jerusalem, Brittiska Palestinamandatet den 22 juli 1946. Bakom attacken stod den paramilitära sionistiska organisationen Irgun och målet för attacken var hotellets södra flygel där den brittiska administrationen hade sin bas. Sammanlagt 91 personer omkom och 46 personer skadades i attacken.
Menachem Begin, Irgun-ledaren som gav order om bombningen, blev sedermera israelisk premiärminister, åren 1977–1983.